# Whitey Dienelt
Johannes Paul Dienelt, detto Whitey (Danzica, 28 aprile 1921 – Fort Wayne, 12 gennaio 1990), è stato un cestista statunitense, professionista nella NBL.

## Carriera
Giocò per una stagione nella NBL, disputando 13 partite con 0,8 punti di media.